# Louis Salson
Louis Salson (né le 22 juin 1918 à Tunis en Tunisie et mort le 23 mars 1978 à Mont-de-Marsan dans les Landes) est un joueur français de football qui évoluait au poste de milieu de terrain.

## Biographie
Ailier aisé techniquement, Salson débute le football à l'Olympique de Marseille au sein de ses équipes de jeunes.
En 1938, il arrive avec son coéquipier René Gallice aux Girondins de Bordeaux. Il reste deux saisons avec le club bordelais, avant de retourner à Marseille en janvier 1940.
Il retourne à Bordeaux en 1943 et joue avec l'équipe de l'EF Bordeaux-Guyenne durant le championnat de guerre
1943-44, avant de retrouver les Girondins de Bordeaux.
À la Libération, Salson s'engage avec l'AS des Charentes, puis rejoint en 1946 le FC Rouen.